# Andrena siciliana
Andrena siciliana är en biart som beskrevs av Warncke 1980. Andrena siciliana ingår i släktet sandbin, och familjen grävbin. Inga underarter finns listade i Catalogue of Life.